# Proteína quimiotáctica de monocitos 1
La proteína quimioatrayente de monocitos 1 (MCP-1), pertenece a la familia de quimioquinas C-C, caracterizadas por tener dos residuos de cisteína adyacentes.
Las quimioquinas son citoquinas con actividad quimioatrayente cuya función, ejercida mediante la unión a receptores con 7 dominios transmembrana acoplados a proteínas G (GPCRs), está relacionada fundamentalmente con el tránsito de células del sistema inmune.
MCP-1, también es conocida como CCL2 (ligando de quimioquinas 2). CCL2 fue la primera quimioquina descubierta en humanos. Es sintetizada y secretada por distintos tipos celulares, como células de músculo liso vascular, endotelio, monocitos o macrófagos entre otros.
CCL2 está codificada por el gen CCL2 (otras nomenclaturas SCYA2), localizado en el cromosoma 17 (17q12) y constituido por 3 exones. Está implicada en el reclutamiento o migración de leucocitos y más concretamente de monocitos, a los focos de donde está teniendo lugar la respuesta inflamatoria. Aunque CCL2 es producida por una variedad de células diferentes, la expresión de su receptor, CCR2, está más restringida y puede responder o unir diferentes ligandos (CCL2, CCL7, CCL16, etcétera). El receptor, CCR2, es un receptor acoplado a proteínas G (GPCRs) y está codificado por el gen del mismo nombre (otra denominación, MCP-1 receptor). Localizado en el cromosoma 3 (3p21.31), contiene 3 exones.

## Papel de CCL2 y CCR2 en enfermedad
Alteraciones en CCL2 y de su receptor CCR2, se han asociado a distintas enfermedades inflamatorias como la Artritis reumatoide, en la que se ha observado un incremento de los niveles plasmáticos de MCP-1/CCL2. Diversos estudios han relacionado MCP-1/CCL2 y su receptor a alteraciones cardiovasculares, donde parecen jugar un importante papel en la aterosclerosis. La mayoría de estos estudios se han realizado en modelos animales en los que se eliminaba el gen de MCP-1 o CCR2; así se pudo comprobar que se producía una menor acumulación de lípidos en las arterias, demostrándose así el papel de ambas proteínas en la formación de la placa de ateroma, mediante el reclutamiento de monocitos a la pared arterial, donde penetran y terminan dando lugar a las células espumosas.
Un estudio reciente realizado en 2012 individuos de la isla de Cerdeña, muestran la asociación de una variante genética en el gen CCR2, a los niveles de MCP-1 plasmáticos. La variante da lugar a la sustitución del aminoácido metionina en la posición 249 de la proteína, por un residuo de lisina en el dominio transmembrana del receptor, lo que podría alterar la unión al ligando y por lo tanto las vías de señalización activadas en respuesta al mismo, mejorándose así el perfil aterogénico de los portadores de dicho polimorfismo.